# مارتن وولف
مارتن وولف (بالألمانية: Martin Wolff)‏ هو محامي ألماني، ولد في 26 سبتمبر 1872 في برلين في ألمانيا، وتوفي في 20 يوليو 1953 في لندن في المملكة المتحدة.

## وصلات خارجية
- مارتن وولف على موقع مونزينجر (الألمانية)